# چارلز ترائوره
چارلز ترائوره (انگلیسی: Charles Traoré؛ زادهٔ ۱ ژانویهٔ ۱۹۹۲) بازیکن فوتبال اهل فرانسه است.
از باشگاه‌هایی که در آن بازی کرده‌است می‌توان به باشگاه فوتبال تروا اشاره کرد.
وی همچنین در تیم ملی فوتبال مالی بازی کرده‌است.